# Harsiesis noctula
Harsiesis noctula är en fjärilsart som beskrevs av Hans Fruhstorfer 1911. Harsiesis noctula ingår i släktet Harsiesis och familjen praktfjärilar. Inga underarter finns listade i Catalogue of Life.